# Haykel Ben Mahfoudh
Haykel Ben Mahfoudh (* 24. September 1971 in Tunis) ist ein tunesischer Rechtswissenschaftler und Richter am Internationalen Strafgerichtshof.

## Leben und Wirken
Ben Mahfoudh studierte Rechtswissenschaften an der Universität Karthago, wo er 1993 die Maîtrise en droit erwarb. Parallel absolvierte er weiteres Qualifikationsstudium in Wirtschafts- und Sozialrecht, das er im selben Jahr mit dem Certificat d’études spécialisées abschloss. 1995 erwarb er zudem den Titel Master in Public and Finance Law. Anschließend war er als Doktorand an der Universität Karthago tätig und wurde 2005 dort im Bereich des humanitären Völkerrechts mit der Schrift  La protection de l'environnement en période de conflits armés zum Dr. iur. promoviert. Gleichzeitig wurde er 1996 in Tunis zur tunesischen Anwaltschaft zugelassen und praktizierte bis 2011 als Rechtsanwalt in eigener Kanzlei mit dem Schwerpunkt Strafrecht. 2008 habilitierte er sich nach einer bereits 2006 aufgenommenen Tätigkeit als Assistenzprofessor. Von 2009 bis 2013 war er beigeordneter Professor für Verwaltungsrecht, Rechtsvergleichung und Völkerrecht an der Universität Kairouan. Seit 2013 hat er einen ordentlichen Lehrstuhl an der Universität Karthago für humanitäres Völkerrecht und Verfassungsrecht inne. Seine dahingehenden Forschungsschwerpunkte liegen im Bereich des Minderheitenschutzrechts, dem internationalen Recht der Menschenrechte mit dem Schwerpunkt Folter und Menschenrechtsverletzungen bei bewaffneten Konflikten, insbesondere bei den Bürgerkriegen in Libyen und im Jemen sowie dem Recht der Terrorismusverfolgung und -bekämpfung.
Im Dezember 2023 wurde Ben Mahfoudh als erste Person aus der Arabischen Welt zum Richter am Internationalen Strafgerichtshof gewählt. Er trat seine voraussichtlich neunjährige Amtszeit am 11. März 2024 an.